# فيتال لوست
فيتال لوست (مواليد 6 يونيو 1925) هو ملاكم بلجيكي، مثّل بلاده في الألعاب الأولمبية الصيفية 1948.

## روابط خارجية
فيتال لوست على موقع بوكس ريك (الإنجليزية) (registration required)
- فيتال لوست على موقع أوليمبيديا (الإنجليزية)